# Gare de Versailles-Rive-Droite
Pour les articles homonymes, voir Gare de Versailles.
La gare de Versailles-Rive-Droite est une gare ferroviaire française terminus de la ligne de Paris-Saint-Lazare à Versailles-Rive-Droite, située dans le quartier Notre-Dame de la commune de Versailles (département des Yvelines).
Ouverte le 2 août 1839 par la Société anonyme du chemin de fer de Paris à Saint-Cloud et Versailles, c'est aujourd'hui une gare de la Société nationale des chemins de fer français (SNCF) desservie par les trains de la ligne L du Transilien (réseau Paris-Saint-Lazare). Elle se situe à une distance de 22,9 km de la gare de Paris-Saint-Lazare. Cette gare en impasse est une des plus anciennes du réseau ferroviaire français et a relativement peu évolué depuis son inauguration, conservant sa configuration et son bâtiment des voyageurs d'origine.
Elle doit son nom de « Rive-Droite » au fait qu'elle est située sur une ligne établie, au départ de Paris, sur la rive droite de la Seine.

## Situation ferroviaire
La gare de Versailles-Rive-Droite est située au nord du centre-ville de Versailles, dans le quartier Notre-Dame. Établie à 126 m d'altitude, elle se situe au point kilométrique (PK) 22,890 de la ligne de Paris-Saint-Lazare à Versailles-Rive-Droite, dont elle constitue le quinzième point d'arrêt après la gare de Montreuil ; elle est l'un des terminus en cul-de-sac de la ligne.
C'est l'une des six gares de Versailles. Avec ses huit voies de garage (plus les deux voies à quai, dont l'une est utilisée la nuit pour le stationnement), elle sert de point de formation des trains de la ligne L Sud.

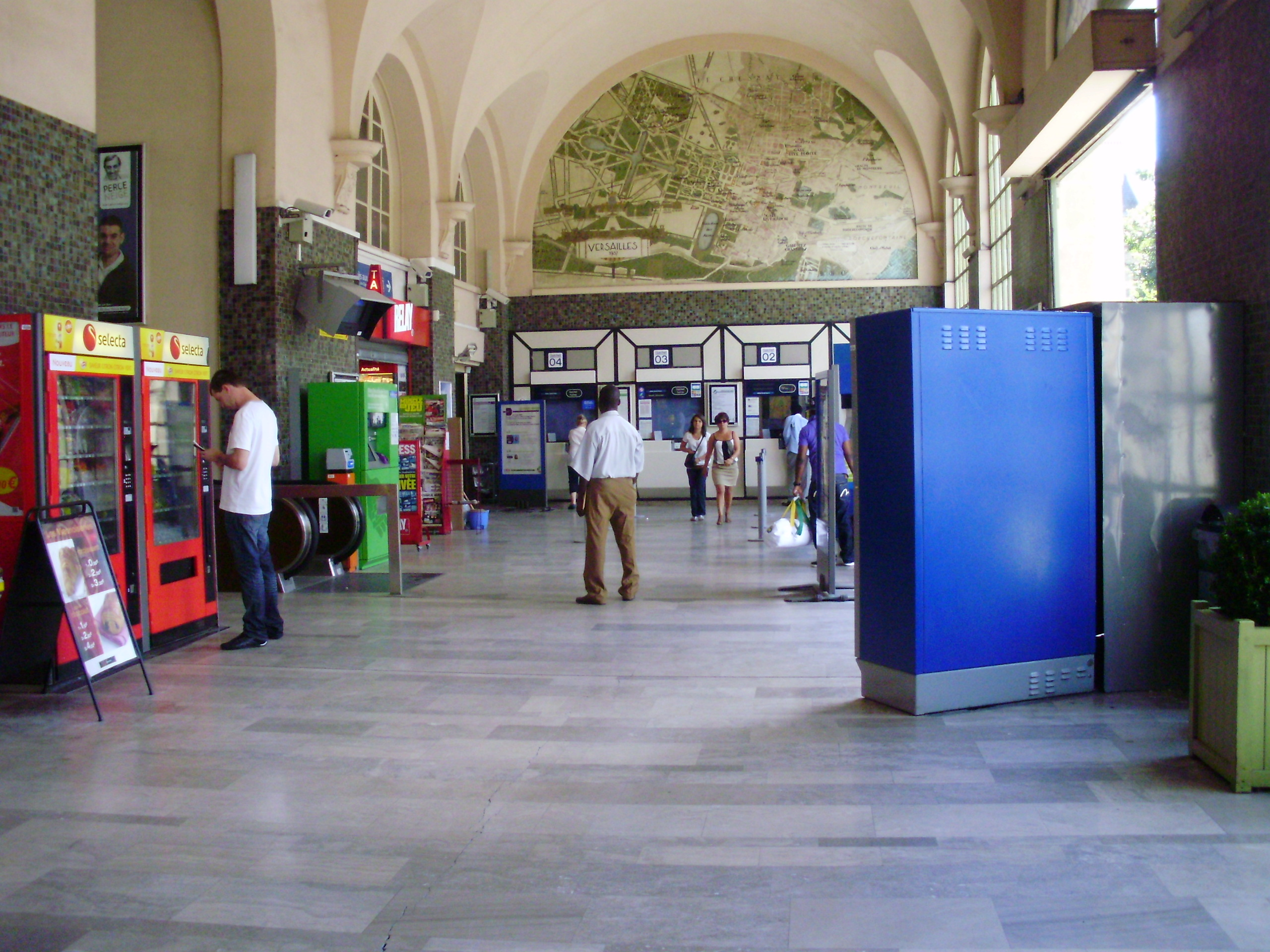
Le hall de la gare en 2010.

## Histoire

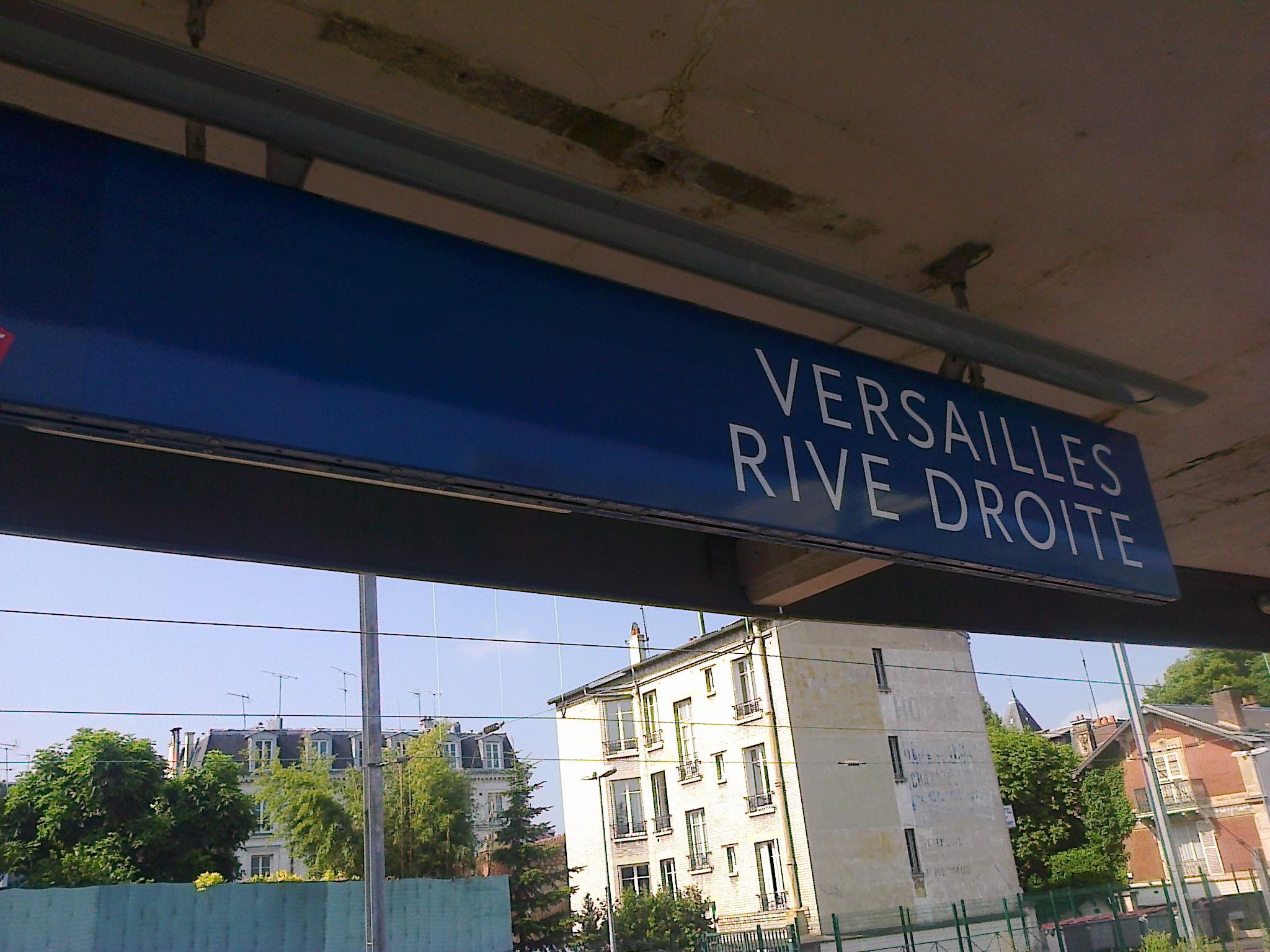
Panneau indicateur de la gare, sur un quai.

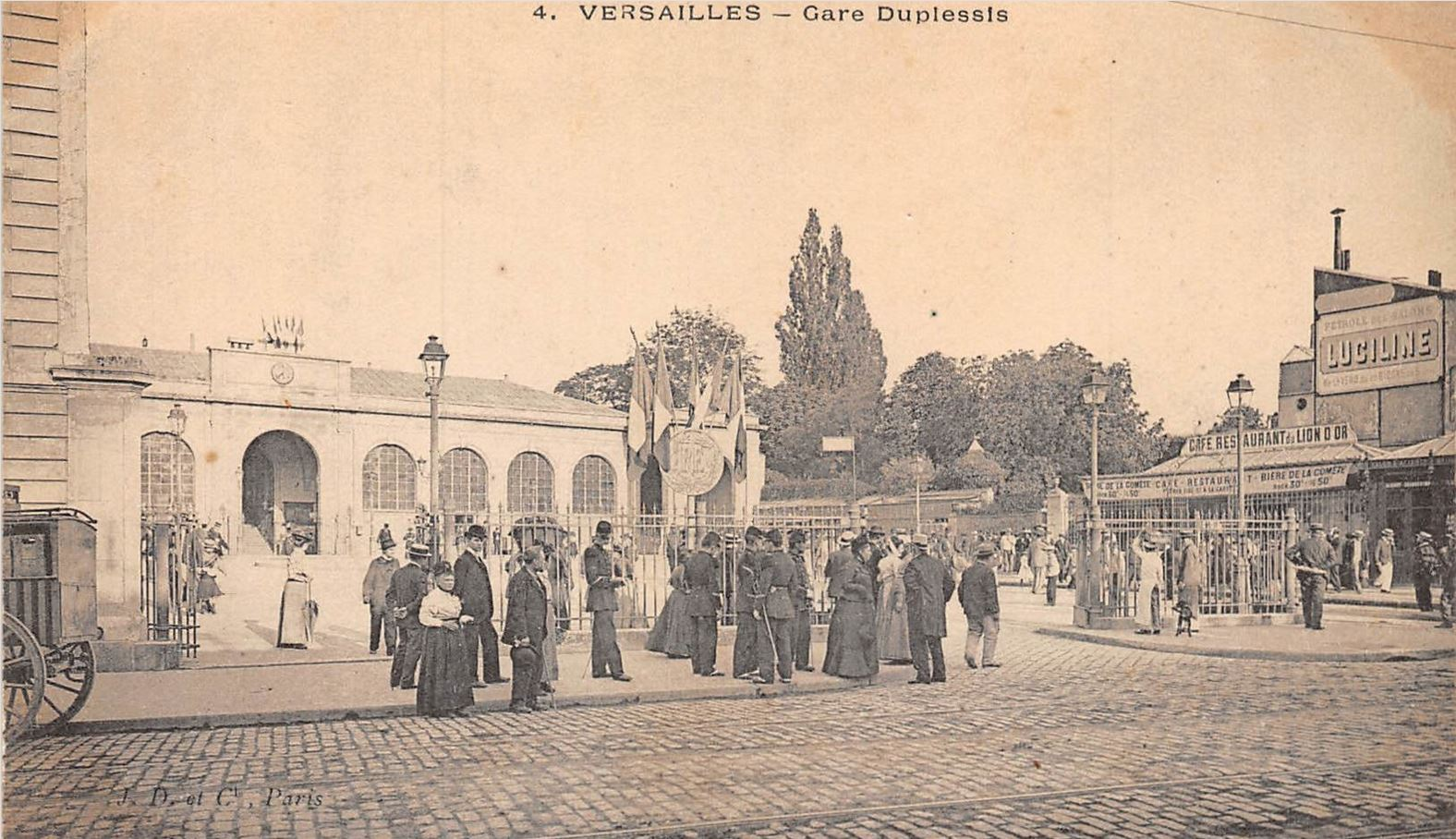
La gare de Versailles-Rive-Droite également appelé gare Duplessis à l'époque du nom de la rue sur laquelle elle donnait, au début du XXe siècle.

Concédé à James de Rothschild, le projet de ligne ferroviaire de Paris à Versailles par la rive droite de la Seine étudié par les ingénieurs de l'État comporte, jusqu'à la gare d'Asnières, un tronc commun avec la ligne de Paris à Saint-Germain-en-Laye, ouverte en 1837.
La Société anonyme du chemin de fer de Paris à Saint-Cloud et Versailles est fondée par ordonnance royale le 25 août 1837. Son capital social est détenu à 82 % par les principaux actionnaires du Paris - Saint-Germain ; Émile Pereire en est nommé directeur. La Société publie le 4 mai 1838 un projet pour l'arrivée du chemin de fer à Versailles. Le bâtiment des voyageurs est prévu à proximité de l'église Notre-Dame, dans le quartier de Geôle. Une gare de marchandises doit être édifiée entre les rues de Provence et de Picardie (avenue des États-Unis) avec un bâtiment circulaire pour les machines à l'extrémité de la gare. Les installations sont en remblai et un pont de dix-sept mètres d'ouverture est également prévu pour le franchissement de la rue Duplessis (rue du Maréchal-Foch), largeur nécessaire pour quatre voies et les quais adjacents. Le 19 mai 1838, le conseil municipal, à la suite d'une délibération, proteste contre ces dispositions, estimant inestimables les atteintes aux domaines de l'Hospice et du Collège royal. Il rappelle par ailleurs que ce projet contrevient aux termes de l'ordonnance du 24 mai 1837, qui prescrivait « l'arrivée au boulevard de la Reine, près la rue Duplessis ».
La Compagnie modifie en conséquence son projet, et le terminus est installé à l'emplacement actuel. La gare de marchandises est abandonnée. Le bâtiment des voyageurs est composé d'un unique édifice perpendiculaire aux voies et de niveau avec elles. Les voies ferrées sont disposées en deux faisceaux en cul-de-sac autour d'un quai central. Elles sont reliées entre elles à leurs extrémités par des plaques tournantes afin d'opérer la rotation des locomotives, ce qui permet de les replacer en tête des convois. Après l'arrivée d'un train, la locomotive est détachée, retournée sur la plaque et rejoint par la voie contiguë l'autre extrémité du convoi, auquel elle se raccorde après une manœuvre pour repartir dans l'autre sens. Le 2 août 1839, les fils du roi Louis-Philippe inaugurent la nouvelle ligne.
En 1852, quelques aménagements sont apportés à la gare. En 1889, la Compagnie des chemins de fer de l'Ouest soumet un projet de création d'un dépôt de dix machines, entrainant le déplacement de la gare de marchandises afin de dégager l'espace pour ce dépôt. La dépense s'élève à 640 000 francs. En février 1892, le ministre des Travaux publics donne son accord ; le dépôt est édifié le long de la rampe d'accès à la rue de Clagny. Il comprend un bâtiment abritant cinq voies, séparées en deux groupes de deux et trois voies ; chacune est dotée d'une fosse à piquer de vingt mètres de longueur, destinées à recueillir les mâchefers tombant des foyers des locomotives. Les installations sont remaniées lors des électrifications de la ligne, par troisième rail latéral puis par caténaire 25 kV, respectivement en 1927 et 1978.
Le trafic montant quotidien est de 1 988 voyageurs en 1841, puis grimpe à 3 046 par jour en 1893, ce qui en fait ces deux années la gare la plus fréquentée de la ligne. Il progresse légèrement et atteint 3 202 voyageurs en 1938, 7 085 en 1973 et enfin 8 500 voyageurs par jour en 2003.

## Fréquentation
De 2015 à 2022, selon les estimations de la SNCF, la fréquentation annuelle de la gare s'élève aux nombres indiqués dans le tableau ci-dessous.
| Année     | 2015      | 2016      | 2017      | 2018      | 2019      | 2020      | 2021      | 2022      | 2023      |
| --------- | --------- | --------- | --------- | --------- | --------- | --------- | --------- | --------- | --------- |
| Voyageurs | 5 357 929 | 5 327 810 | 5 562 438 | 5 705 373 | 5 855 418 | 2 039 014 | 4 698 156 | 5 530 365 | 5 410 543 |

## Services voyageurs

### Accueil

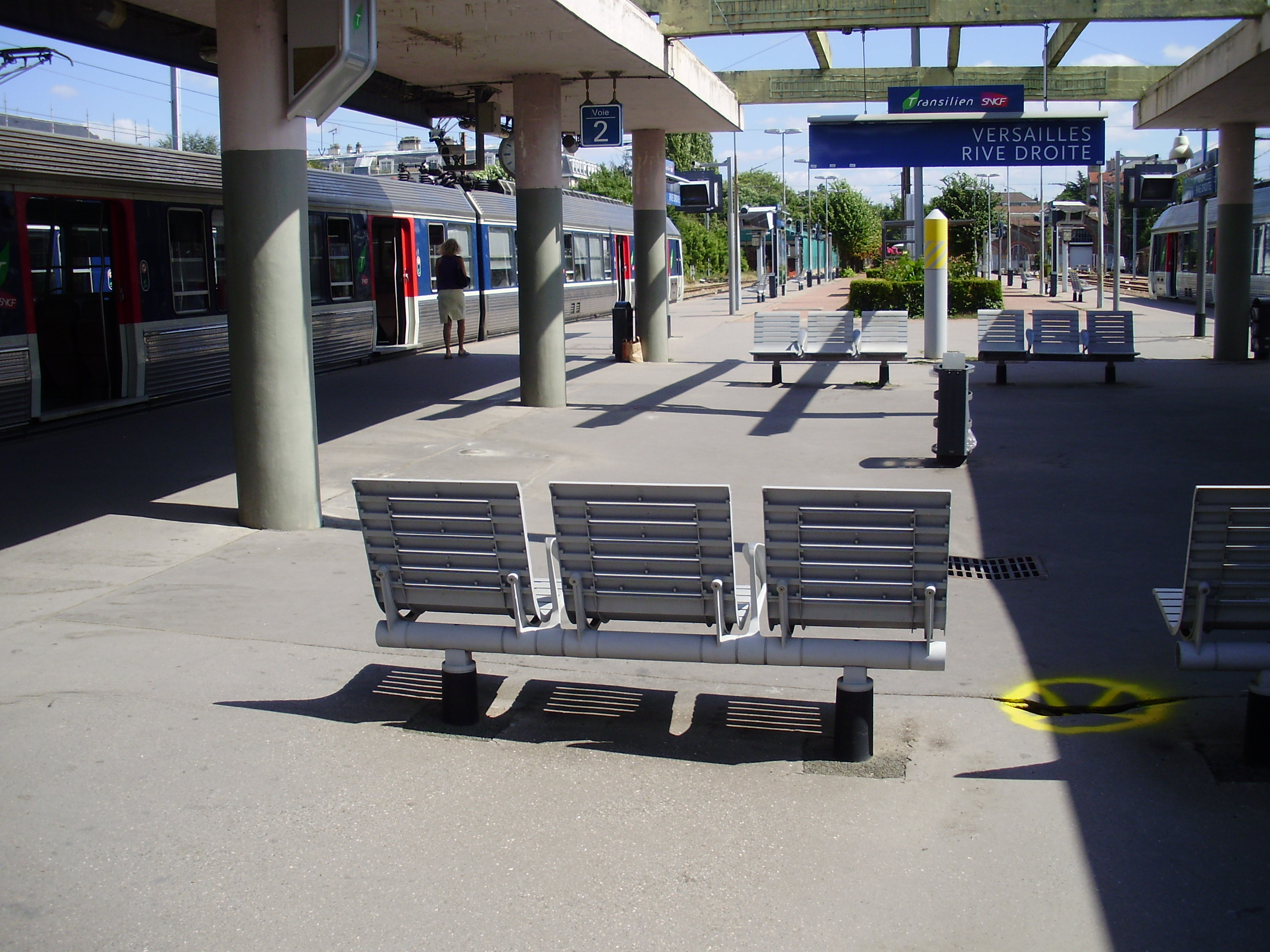
La zone d'attente entre les deux voies principales pour Paris-Saint-Lazare.

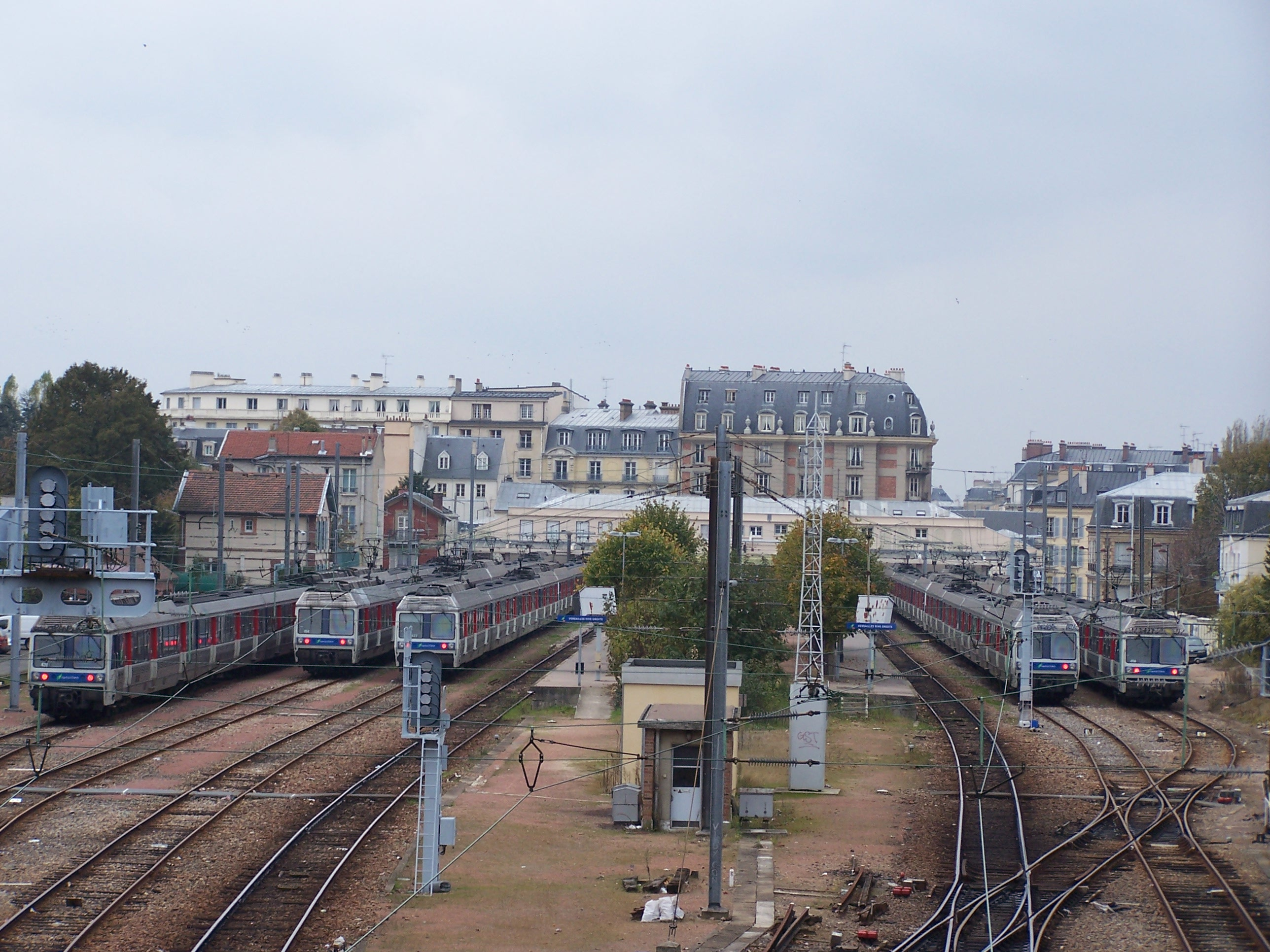
Les voies vues du pont de la rue du Parc de Clagny.

En 2020, un guichet Transilien est ouvert tous les jours de 7 h à 19 h. Il est adapté pour les personnes handicapées. Des automates Transilien et grandes lignes sont également disponibles et la gare assure la vente de billets de grandes lignes du lundi au samedi de 8 h 30 à 19 h. Un magasin de presse Relay ainsi qu'une croissanterie sont présents dans le hall, ainsi qu'un distributeur de boissons ou friandises et une cabine de photographie automatique.

### Desserte
La gare est desservie par les trains de la ligne L du Transilien (réseau Paris-Saint-Lazare) dont elle est le terminus de l'une des branches, à raison (par sens) d'un train toutes les 15 minutes en heures creuses, de quatre à huit trains par heure aux heures de pointe (au départ le matin et à l'arrivée le soir) et d'un train toutes les trente minutes en soirée.
Le temps de trajet est, selon les trains, de 36 à 39 minutes depuis la gare de Paris-Saint-Lazare.

### Correspondances
La gare est desservie par :
- les lignes 6201, 6203, 6204, 6205, 6217 et 6287 du réseau de bus du Grand Versailles ;
- la ligne 5371 du réseau de bus Centre et Sud Yvelines ;
- la ligne 471 du réseau de bus RATP ;
- la ligne 6179 du réseau de bus de Vélizy Vallées.

## Projet de ligne de bus en site propre
Un projet de transport en commun en site propre a été étudié en vue de relier le pont Colbert à Versailles à l'hôpital Mignot au Chesnay via une ligne de bus de 7,5 kilomètres traversant les deux communes et desservant les trois principales gares de Versailles.
Ce projet a été officiellement abandonné lors de l'adoption le 18 décembre 2015 du Schéma de Déplacement des Yvelines 2020, « en raison d'un fort impact socio-économique ou environnemental, de difficultés à en faire accepter le tracé par la population ou du fait d’un coût prohibitif, même s'il répond à un réel besoin de mobilités ». Le tracé de la ligne est repris par les lignes 6201, 6202 et 6205 du réseau de bus du Grand Versailles et 6122 du réseau de bus Vélizy Vallées, et est en site propre entre l'arrêt Europe et la gare de Versailles-Château-Rive-Gauche.